# Janoji II
Janoji II fou sobirà nominal de Nagpur del desembre del 1853 al 13 de març de 1854.
El seu oncle Raghuji III va morir l'11 de desembre de 1853. La cerimònia fúnebre la va fer el seu nebot Nana Ahir Rao, i el fill d'aquest Jaswant Rao (o Yashwant Rao) fou adoptat com a successor i va agafar el nom de Janoji II. L'afer de l'adopció ja havia estat discutit anteriorment: el 1827 el resident Cavendish havia conclòs que Raghuji III no tenia dret a adoptar perquè el territori havia estat conquerit i donat a Raghuji i els seus fills; el 1840 Wilkinson va opinar el contrari, ja que al tractat de 1826 els britànics prometien conservar el principat a perpetuïtat: Mansel (resident del 1850 al 1854) estava contra l'adopció. La Cort de Directors va decidir en favor que l'estat fos annexionat en virtut de la doctrina del lapse. El 13 de març de 1854 Mansel esdevenia primer comissionat de la província de Nagpur.
L'adopció de Janoji II fou reconeguda finalment el 1861 sota el virrei Lord Canning i se li va concedir una pensió de 120.000 rúpies i el títol de raja bahadur de Devur. A la seva mort la pensió fou revisada però el títol es va conservar. Janoji II va morir el 1881. El títol va passar al seu fill Raghuji Deo.